# La Femme de Claude
La Femme de Claude est un opéra d'Albert Cahen sur un livret de Louis Gallet d'après l'œuvre éponyme d'Alexandre Dumas fils.

## Contexte et création
L'œuvre originale d'Alexandre Dumas connaît quelques modifications : la pièce ne se passe plus au XIXe siècle, mais à l’époque de la Révolution. Claude n’est plus un inventeur de génie, mais un général de la Première République, installé avec son état-major dans les environs de Wissembourg, qu’il est chargé de débloquer, et qui confie à un de ses lieutenants, le jeune Antonin, la mission périlleuse de porter à Wissembourg, à travers les lignes ennemies, un message d’où dépend le succès de l’opération. C’est ce message qui, ici, se trouve être le nœud de la pièce. La femme de Claude, Césarine, dont M. Gallet a changé le nom en celui de Delphine, aura à s’en emparer. Cantagnac, qui est devenu un espion ennemi, s’introduit on ne sait comment chez Claude, précisément pour connaître son plan. Il connaît le secret de la dernière infamie de Delphine, et il la menace de tout dévoiler à son mari si elle ne trouve le moyen de lui livrer le papier précieux dont Antonin est porteur. Antonin, malgré son honnêteté, aime Delphine. Il ne le lui a jamais avoué, mais elle a deviné le sentiment qu’elle a fait naître chez le jeune officier. Pressée par les dernières menaces de Cantagnac, elle se décide enfin à une dernière infamie. Elle se jette dans les bras d’Antonin, joue avec lui la passion, et, au plus fort d’une scène d’emportement fiévreux, réussit à lui ravir la lettre dont il est porteur. D’un bond, elle s’élance alors vers la fenêtre pour jeter le papier à Cantagnac, lorsqu’elle trouve devant elle Claude qui, froidement, lui casse la tête d’un coup de pistolet. Elle tombe morte, et Claude, montrant à Antonin le papier qu’elle a laissé échapper, dit à celui-ci : « J’ai fait mon devoir, fais le tien ».